# Красный Яр (Чистопольский район)
Красный Яр — село в Чистопольском районе Татарстана. Входит в состав Большетолкишского сельского поселения.

## География
Находится в центральной части Татарстана на расстоянии приблизительно 34 км по прямой на восток от районного центра города Чистополь вблизи устья реки Шешма.

## История
Основано в XVIII веке.

## Население
Постоянных жителей было: в 1859 — 1035, в 1897 — 1089, в 1908 — 1141, в 1920 — 1276, в 1926 — 1126, в 1938 — 1282, в 1949 — 838, в 1958 — 726, в 1970 — 545, в 1979 — 387, в 1989 — 315, в 2002 — 289 (русские 94 %), 251 — в 2010.